# Râul Fântâneaua Rece
Râul Fântâneaua Rece este un afluent al râului Bega. 

## Hărți
- Harta județul Timiș